# Kreisteilungsgleichung
Als Kreisteilungsgleichung bezeichnet man eine Gleichung der Form
{\displaystyle z^{n}\,=\,1}
Die Lösungen im Bereich der komplexen Zahlen entsprechen den Ecken eines regelmäßigen Polygons (Vielecks) mit {\displaystyle n} Ecken. Diese Entsprechung im Sinne einer Kreisteilung war namensgebend für die Kreisteilungsgleichungen.

## Geometrische Bedeutung
Das regelmäßige n-Eck kann genau dann mit ausschließlicher Verwendung von Zirkel und Lineal konstruiert werden, wenn Real- und Imaginärteil der Lösungen der n-ten Kreisteilungsgleichung durch rationale Zahlen und  geschachtelte Quadratwurzeln dargestellt werden können. Erstes Ergebnis dieses systematisch von Carl Friedrich Gauß untersuchten Zusammenhangs war die Entdeckung, dass das regelmäßige Siebzehneck mit Zirkel und Lineal konstruiert werden kann.

## Algebraischer Hintergrund
Die Galois-Gruppe einer Kreisteilungsgleichung ist stets abelsch und damit mit Wurzeln auflösbar. Die von ihren Lösungen erzeugte Körper heißen Kreisteilungskörper.